# Meligethes carinulatus
Meligethes carinulatus är en skalbaggsart som beskrevs av Förster 1849. Meligethes carinulatus ingår i släktet Meligethes, och familjen glansbaggar. Arten är reproducerande i Sverige.